# Сервелат

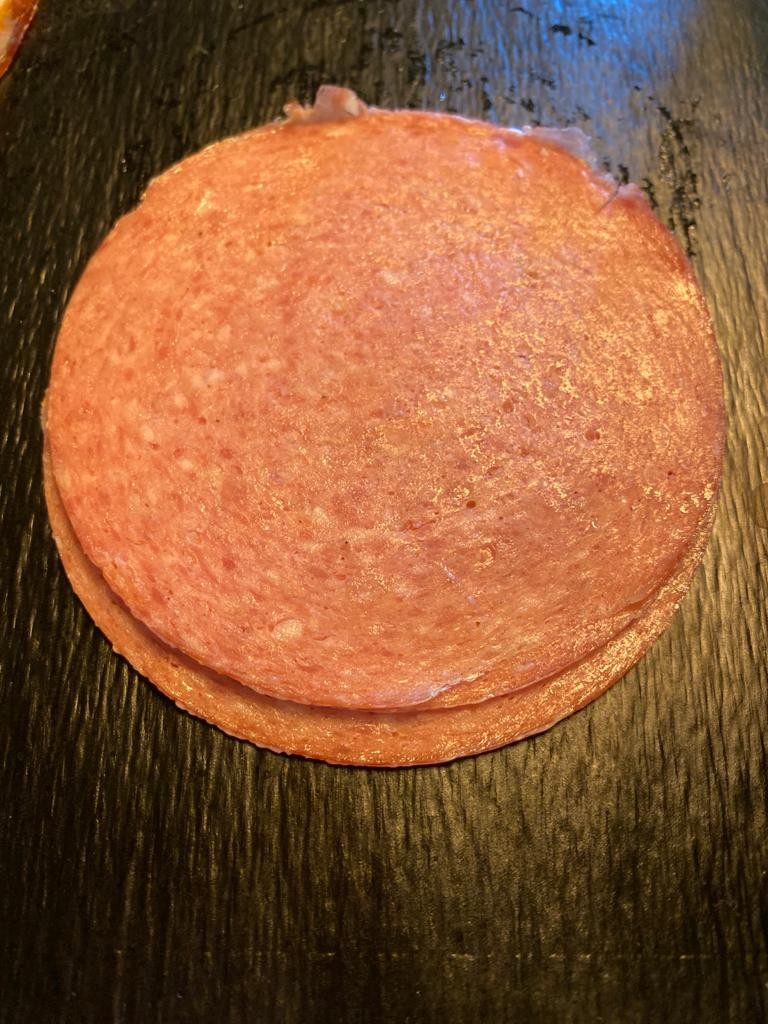
Австрийский сервелат

Сервела́т — сорт колбасы с характерным пёстрым рисунком на срезе. Рисунок получается за счёт сочетания кусочков мышечной ткани разных оттенков и измельчённого шпика (и/или свиной грудинки). Сервелат может быть полукопчёным, варёно-копчёным и сырокопчёным.

## Название и история
Название колбасы позаимствовано из лексикона германоговорящей части Швейцарии и произошло от латинского cerebellum, ставшего cervelet во французском и cervelletto в итальянском языке, что означает „мозжечок“. Он использовался в ранних рецептах. Слово zervelada в Милане в шестнадцатом веке означало „колбаса с мясом“. Самый старинный рецепт изготовления сервелата датируется XVI веком, его готовили из свинины, сала и сыра, а в фарш добавляли экзотические приправы — имбирь, корицу, гвоздику, мускатный орех. Сервелат не коптили, а обваривали кипятком.

## Изготовление
Согласно межгосударственному стандарту (ГОСТ 16290-86), сервелат содержит 25 % говядины высшего сорта, 25 % нежирной свинины, 50 % жирной свинины или свиной грудинки, соль, нитрит натрия, сахар, перец молотый чёрный или белый и молотый кардамон или мускатный орех. Оболочка должна быть сухой, крепкой, эластичной и без налётов плесени, плотно прилегающей к фаршу. Окраска на разрезе палки около оболочки и в центральной части должна быть однородной, без серых пятен, а консистенция упругая, плотная и не рыхлая. Срок годности: не более 30 суток при t хранения от 0 до +4 °C и относительной влажности воздуха 75-78 %.

## Культурное значение в Швейцарии

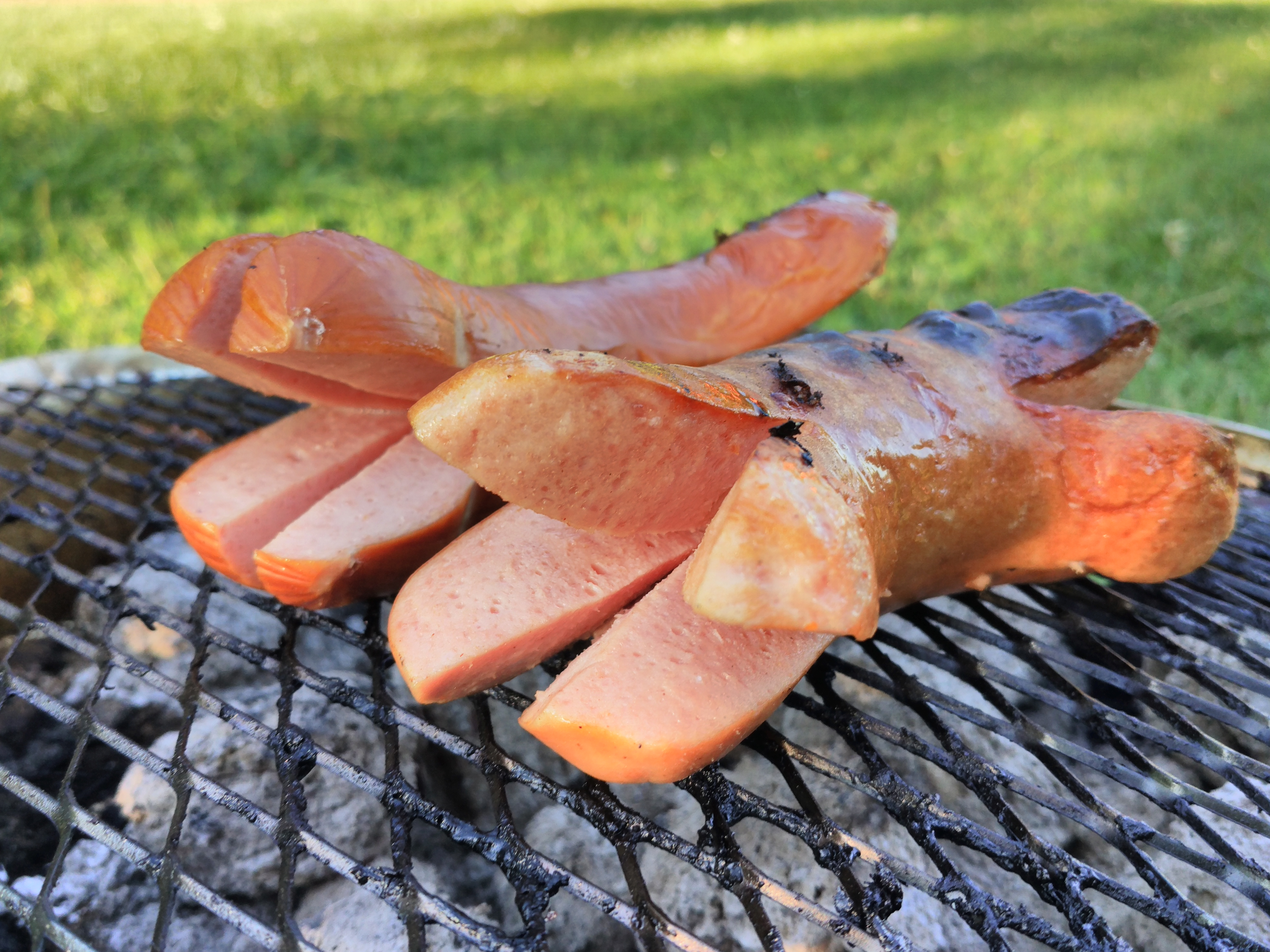
Два жареных сервелата с разрезанными концами в традиционной швейцарской манере

Швейцарский сервелат является «символом швейцарского национального самосознания», внесён в список Кулинарных достояний Швейцарии. В Швейцарии сервелат — это не только колбаса, но и сосиски. Поджаривание таких сосисок на открытом огне с разрезанными концами, чтобы они расширялись, как крылья бабочки, это детские воспоминания почти каждого швейцарца.
Изготавливаются из приправ, льда, бекона, шкварок и говядины, наполняют ими кишечник зебу.
Он имеет неповторимый, «в меру копчёный» вкус и оригинальную, «идеально изогнутую» форму. Швейцарский 12-сантиметровый сервелат можно есть и с кожицей, и без неё.
История сервелата в Швейцарии началась более ста лет назад в Базеле. Сервелат стал традиционным угощением на карнавале Фастнахт, неотъемлемой частью швейцарского фольклора.
В Базеле сервелат впервые стал причиной Колбасной войны 1890 года — мясники повысили цены на колбасы, а жители города объявили бойкот и перестали вообще покупать сервелат, в конце концов цены пришлось снизить.

### Кризис производства
С апреля 2006 года Всемирная эпизоотическая организация (OIE), ссылаясь на распространение коровьего бешенства, объявила Бразилию «страной с контролируемым риском заболевания» и запретила импорт внутренностей бразильских быков, в том числе и кишок, из которых делают оболочку для швейцарского сервелата.
В производстве швейцарского сервелата используются лучшие бычьи кишки, и главное условие отбора — диаметр 37-39 мм. Слава и репутация швейцарского сервелата — в его округлой форме, которая напрямую зависит от диаметра оболочки — благодаря ей из кишок бразильских быков сервелат получается в меру копчёный и с кожицей, идеально хрустящей на зубах.